# Léonor-Anne-Gabriel de Pracomtal
Pour les autres membres de la famille, voir Famille de Pracomtal.
Léonor-Anne-Gabriel de Pracomtal (1er juin 1773 à Paris - 21 février 1838 à Paris) est un militaire et homme politique français.

## Biographie
Fils de Léonor-Claude de Pracomtal, et de Claude-Gabrielle de Pertuis, il suivit la carrière des armes et émigra à la Révolution.
Il avait le grade de colonel des gendarmes de la garde ordinaire du roi, lorsqu'il fut, le 22 août 1815, élu député de la Nièvre, au grand collège. Il vota avec la majorité de la Chambre introuvable. 
En 1815, il fait partie des membres de la cour qui accompagnent Louis XVIII à Gand. 
Réélu, le 4 octobre 1816, il continua d'opiner dans le sens de la droite royaliste jusqu'en 1819, cessa momentanément, à cette date, de faire partie de la Chambre, et y reparut le 13 novembre 1820, toujours comme député de la Nièvre. 
Il appartint à la majorité qui soutint le ministère Villèle, et obtint sa réélection, le 17 avril 1823, puis, le 6 mars 1824. 
Il quitta le parlement aux élections de 1827.
Il avait épousé Amélie-Marie-Louise de Gramont-Vachères, fille du duc André-Joseph de Gramont et de Gabrielle de Sinéty, et sœur du duc Emmanuel Marie Pierre de Gramont.
Il était chevalier de Saint-Louis et de la Légion d'honneur.

## Sources
- Biographie nouvelle des contemporains, A.V. Arnault et al., Dufour et Cie, 1827
- « Léonor-Anne-Gabriel de Pracomtal », dans Adolphe Robert et Gaston Cougny, Dictionnaire des parlementaires français, Edgar Bourloton, 1889-1891 [détail de l’édition]
- Armorial général de France